# Otoyol 50
Die türkische Autobahn Otoyol 50 (türkisch Adana Otoyolu, kurz O-50) ist eine Teilringautobahn um Adana und verbindet die Otoyol 51 mit der Otoyol 52.